# VfB Karlsruhe
VfB Karlsruhe was een Duitse voetbalclub uit Mühlburg, een stadsdeel van Karlsruhe. 

## Geschiedenis
In 1911 fuseerden FC Germania 1898 en FC Weststadt 1902 tot VfB Karlsruhe. Een jaar eerder was FC Germania al met Union 1905 gefuseerd. De club was aangesloten bij de Zuid-Duitse voetbalbond en speelde vanaf 1919 in de Badense competitie. Na twee jaar middenmoot ging de club in de Württemberg-Badense competitie spelen. Na twee seizoenen degradeerde de club. In 1927 werd de Badense competitie heringevoerd en de club speelde weer in de eerste klasse, maar werd laatste. In 1930 promoveerde de club opnieuw. Na twee seizoenen middenmoot werd de club in 1932/33 derde, achter de grote clubs uit de stad Karlsruher FC Phönix en Karlsruher FV. 
Op 28 juli 1933 fuseerde de club met FC Mühlburg 1905 en werd zo VfB Mühlburg, een voorloper van Karlsruher SC, onder politieke druk.